# 梅特曼县
梅特曼县（Kreis Mettmann）是德国北莱茵-威斯特法伦州西部的一个县，隶属于杜塞尔多夫行政区，首府梅特曼。